# Rezidencija Kamov
Rezidencija Kamov odnosno Rezidencijalni program Kamov je književni program u Hrvatskoj. Nazvan je prema najpoznatijem hrvatskom književniku iz Rijeke Janku Poliću Kamovu. Zamišljen je kao mjesto boravka kreativnih pojedinaca iz područja književnosti, vizualnih i audiovizualnih umjetnosti te društvenih znanosti u gradu Rijeci. Pokrenut je radi obogaćivanja riječke kulture gostovanjima eminentnih svjetskih stvaratelja. Stvaratelji će za boravka u Rijeci imati obvezu raditi na svojim projektima/djelima i usput sudjelovati u javnim događanjima na riječkoj kulturnoj pozornici kao što su predavanja u školama i na fakultetima, druženje s lokalnim stvarateljima, sudjelovanje na okruglim stolovima, organiziranje književnih večeri, predstavljanja radova, radionice, izložbe i dr.). Druga je obveza najmanje dvaputa mjesečno te ostaviti zapis o svom boravku, čija će se forma detaljno definirati s predlagateljem programa. Forma će biti dnevnik, putopis o gradu, vizualni materijal, audiovizualni zapis i sl.

## Vanjske poveznice
- Rezidencija Kamov